# Heptathela yaginumai
Heptathela yaginumai ONO, 1998 è un ragno appartenente al genere Heptathela della Famiglia Liphistiidae.
Il nome del genere deriva dal greco ἐπτά, heptà, cioè 7, ad indicare il numero delle ghiandole delle filiere che possiedono questi ragni, e dal greco θηλή, thelè, che significa capezzolo, proprio ad indicare la forma che hanno le filiere stesse.
Il nome proprio è in onore di Takeo Yaginuma, 1916-1995, aracnologo giapponese, professore emerito della Otemongakuin University, nei pressi della città di Osaka.

## Caratteristiche
Ragno primitivo appartenente al sottordine Mesothelae: non possiede ghiandole velenifere, ma i suoi cheliceri possono infliggere morsi piuttosto dolorosi.
Questa specie ha due spermateche di forma bilobata, con processi secondari laterali, e per queste sue caratteristiche, nell'ambito di questo genere, è stata classificata nel Gruppo B dall'aracnologo Hirotsugu Ono insieme a H. kimurai, H. amamiensis, H. kanenoi, H. kikuyai, H. yakushimaensis, H. nishikawai, H. higoensis e H. yanbaruensis.

## Distribuzione
Rinvenuta nella prefettura giapponese di Miyazaki, sull'isola di Kyūshū.